# 1995 en mathématiques
Cet article présente les faits marquants de l'année 1995 en mathématiques.

## Évènements
- 14 mars : le physicien mathématicien américain Edward Witten énonce sa théorie M unifiant ainsi les cinq théories des cordes déjà existantes lors d'une conférence donnée à l'université de Californie du Sud[1].

## Décès
- 6 janvier : Robert Sorgenfrey (né en 1915), mathématicien américain.
- 25 janvier : Albert W. Tucker (né en 1905), mathématicien américain d'origine canadienne.
- 27 janvier : Raphael Robinson (né en 1911), mathématicien américain.
- 23 février : Camille Lebossé (né en 1905), mathématicien français.
- 9 mars : Ricardo Mañé (né en 1948), mathématicien uruguayen naturalisé brésilien.
- 27 mars : Jean Largeault (né en 1930), philosophe et logicien français, spécialiste de philosophie des mathématiques et défenseur de la logique intuitionniste.
- 30 mars : John Lighton Synge (né en 1897), mathématicien et physicien Irlandais.
- 13 mai : Wang Hao (né en 1921), logicien, philosophe et mathématicien sino-américain.
- 16 mai : Raymond Lyttleton (né en 1911), mathématicien britannique.
- 9 juin : Vivienne Malone-Mayes (née en 1932), mathématicienne américaine.
- 15 juin : John Vincent Atanasoff (né en 1903), physicien, mathématicien et ingénieur américain d'origine bulgare.
- 26 juillet : Heinrich Heesch (né en 1906), mathématicien allemand.
- 4 août : Kiiti Morita (né en 1915), mathématicien japonais.
- 11 août : Alonzo Church (né en 1903), mathématicien américain.
- 16 août : Thomas Brooke Benjamin (né en 1928), mathématicien et physicien britannique.
- 21 août : Subrahmanyan Chandrasekhar (né en 1910), astrophysicien et mathématicien américain d'origine indienne, prix Nobel de physique en 1983.
- 28 août : Gyula Strommer (né en 1920), mathématicien et astronome hongrois.
- 30 août : Fischer Black (né en 1938), mathématicien américain.
- 7 octobre : Olga Taussky-Todd (née en 1906), mathématicienne tchéco-américaine.
- 20 novembre : Robin Gandy (né en 1919), mathématicien et logicien britannique.
- 10 décembre : Sarvadaman Chowla (né en 1907), mathématicien indien.
- 27 décembre : Boris Vladimirovitch Gnedenko (né en 1912), mathématicien russe.